# Cholestase
 Mise en garde médicale
En médecine, la cholestase, aussi parfois appelée cholostase, est une diminution de la sécrétion biliaire pouvant provoquer un ictère (jaunisse).
On distingue les cholestases obstructives qui traduisent un obstacle intrahépatique ou extrahépatique à l'évacuation de la bile, et les cholestases métaboliques qui traduisent un dysfonctionnement de la sécrétion biliaire qui peut être génétique ou dû à un médicament.

## Origines
Les causes sont virales, toxiques ou génétiques. 
- Les cholestases intrahépatiques sont liées à une atteinte des hépatocytes.
- Les cholestases extrahépatiques sont dues à la présence d'un obstacle mécanique gênant l'évacuation de la bile au niveau de l'arbre biliaire. L'ictère n'est pas toujours présent si l'obstacle n'est que partiel. Les causes sont multiples : calculs, tumeurs, plaies, fibroses, grossesse.
- L'exposition à certains produits chimiques (ex. : phtalate de di-2-éthylhexyle) augmente le risque de cholestase[2].

Le risque peut aussi venir des suites d'un traitement chimiothérapiques si la dose injectée est trop forte pour le patient.

## Diagnostic

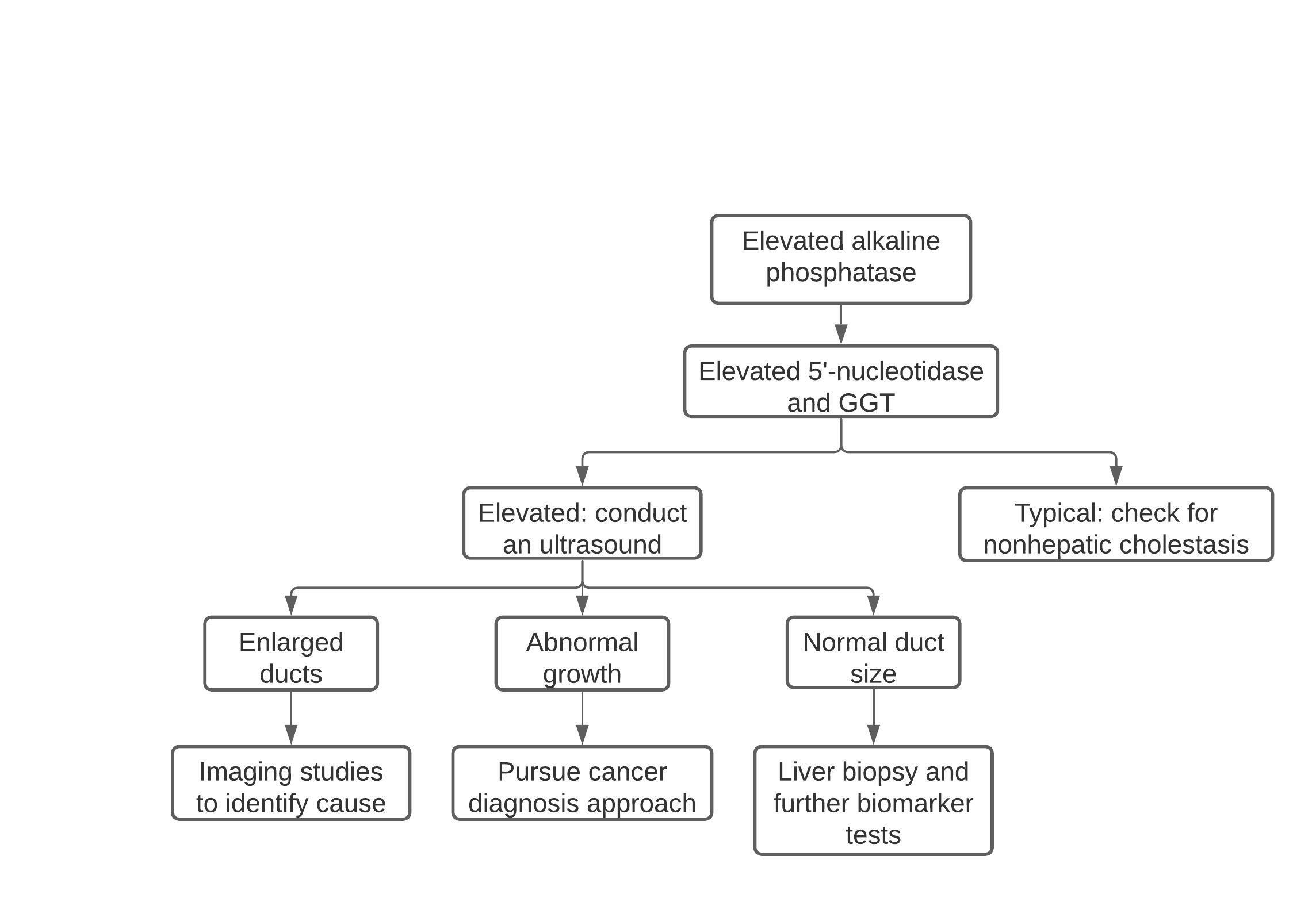
Approche diagnostique pour déterminer la cause d'une cholestase (en anglais)

Le diagnostic de cholestase est clinique et/ou biologique. Cliniquement un subictère ou ictère, peut être présent sous la forme d'un aspect jaune de la peau et des téguments, surtout visible au niveau des conjonctives à la lumière du jour. Il s'accompagne d'un aspect de selles décolorées, couleur blanc mastic et d'urines foncées.
Parfois un prurit important est au premier plan, il est lié à l'accumulation cutanée de sels biliaires, ce prurit est souvent féroce accompagné de lésions cutanées de grattage.
Souvent ce sont les complications de la cholestase qui sont révélatrices, en particulier l'infection qui peut apparaître sous la forme de crises aiguës d'angiocholite, typiquement il s'agit d'une crise de frissons intenses suivie d'une élévation de température importante, constituant alors une urgence en raison du risque d'insuffisance rénale et de choc septique, parfois il s'agit d'une simple fièvre ou encore de troubles de l'hémostase ou de l'absorption. 
Sur le plan biologique, le signe principal est une élévation des phosphatases alcalines sanguines, le dosage de bilirubine permet de quantifier l'intensité de l'ictère s'il existe, enfin le dosage des transaminases permet d'évaluer le taux de cytolyse associé mais ne permet pas de faire la différence entre cholestase intra- ou extrahépatique. Le temps de Quick est augmenté du fait d'une mal-absorption de la vitamine K.
Dans tous les cas il ne faut pas attendre la survenue de signes cliniques pour faire les examens biologiques.
L'examen clé est l'échographie abdominale : en cas de cholestase intrahépatique, les voies biliaires seront fines. Alors que si l'obstacle est mécanique, les voies biliaires seront dilatées en amont de celui-ci.
De plus, il est fréquent que l'échographie fasse le diagnostic de la cause de l'obstacle, et de son niveau, qui peut être hilaire (au niveau des branches de convergence des voies biliaires droite ou gauche) ou du canal hépatique au-dessus de l'abouchement du canal cystique, au niveau du canal cholédoque, voire à la terminaison de ce canal au niveau du sphincter d'Oddi. 
Dans certains cas, après chirurgie de la voie biliaire, une cholestase mécanique peut être due à une stagnation de bile dans un compartiment d'intestin grêle, en aval de l'abouchement de la voie biliaire. Il s'agit alors d'obstacles située sur cette anse grêle, le plus souvent en rapport avec une carcinose péritonéale.
Si après l'échographie un doute persiste sur la nature intra- ou extrahépatique de la cholestase, une échoendoscopie des voies biliaires peut être réalisée, voire une cholangio-IRM.
Cholestases intrahépatiques :
D'origine virale (hépatite), médicamenteuses, alcooliques ou génétiques, parfois survenant au cours d'une grossesse. Leur pronostic est lié à leur cause.
Cholestases extrahépatiques : 
Le problème d'une cholestase extrahépatique est de faire le bilan de sa gravité, de sa nature, de son niveau. Il faut absolument faire la différence entre examens invasifs et non-invasifs en effet les examens invasifs opacifient à l'aide de produit de contraste les voies biliaires et doivent être suivis très rapidement d'un geste de drainage biliaire en raison d'un risque infectieux important et inévitable, lié à la mise en tension d'une bile souvent infectée et aux traumatismes de l'examen.

### Examens non invasifs
L'échographie hépatique, la cholangio-IRM, le scanner et l'échoendoscopie font le plus souvent le diagnostic.
L'échoendoscopie permet une exploration au plus près de la terminaison de la voie biliaire principale et convient bien pour le cholédoque pancréatique, la cholangio-IRM permet une exploration globale de l'arbre biliaire enfin le scanner permet une étude des rapports des voies biliaires avec le reste de l'abdomen et du foie, elle sert surtout pour le bilan pré-opératoire.

### Examens invasifs
L'opacification des voies biliaires par voie rétrograde, cholangio-pancréatographie rétrograde endoscopique (CPRE) ou cholangiographie percutanée sont réalisées dans un but avant tout thérapeutique.
La CPRE permet de connaître le niveau de l'obstacle, d'extraire un ou plusieurs calculs, de réaliser des prélèvements bactériologiques et histologiques, de dilater les voies biliaires ou de poser une prothèse biliaire, segment de tuyau de plastique ou ressort métallique qui permettra de lever l'obstacle. La cholangiographie percutanée est réalisée à l'aide d'une aiguille fine elle doit être suivie du drainage des voies biliaires ou d'une intervention immédiate en raison du risque de cholépéritoine ou d'infection des voies biliaires. Elle est indiquée lorsque l'opacification rétrograde est impossible. 
Exceptionnellement, peuvent être indiquées : cholangioscopie percutanée, lithotritie intra- ou extracorporelle, lithotritie de contact.
Le diagnostic de gravité est fait par l'hémogramme, avec en particulier les leucocytes qui témoignent du niveau de l'infection, le dosage du temps de Quick permet d'évaluer le déficit en vitamine K qu'il faudra corriger avant tout acte invasif.

## Typologies
On peut distinguer plusieurs types d'obstructions :

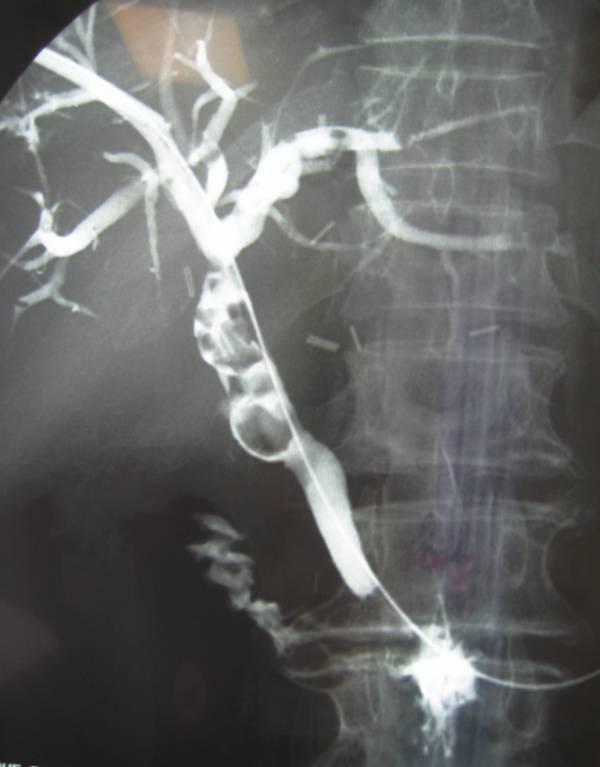
Cholangiographie : calculs de la VBP (voie biliaire principale)

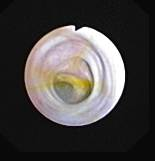
Cholangioscopie : vue intrahépatique

- Obstacles intraluminaux : calcul de la voie biliaire principale, parasites.
- Atteintes pariétales : cholangiocarcinome, cholangite sclérosante, plaies des voies biliaires.
- Atteintes extraluminales : tumeurs du pancréas, adénopathies, nodules péritonéaux, syndrome de Mirizzi, pancréatite chronique, métastases hépatiques.

La localisation de l'obstacle est particulièrement importante dans les tumeurs. Un obstacle peut être situé sous le hile du foie et le problème d'opérabilité tient essentiellement au bilan d'extension locorégional (nature de la tumeur, envahissements vasculaires de voisinages, métastases…). Au niveau du hile se pose un tout autre problème si l'atteinte se situe à gauche ou à droite mais respecte le foie gauche ou droit, une chirurgie d’exérèse reste possible, par contre si l'atteinte se situe au-dessus de la convergence des canaux biliaires de deuxièmes ordres tant à gauche qu'à droite, le patient devient inopérable et il est même probable qu'en l'absence de symptôme de gravité il vaudra mieux s'abstenir de tout geste thérapeutique.
Une classification des tumeurs hilaires du foie a été établie par le Pr Henri Bismuth en plusieurs stades, I, II ou III[réf. souhaitée]. Ainsi lorsque la convergence des canaux biliaires droit et gauche est respectée il s'agit d'une obstruction stade I, si l'atteinte se situe à cheval sur la convergence des canaux gauche et droit, il s'agit du stade II, enfin au-dessus du niveau des convergences des canaux secondaires droits ou gauches il s'agit d'un stade III, droit ou gauche. Quand les canaux secondaires droits et gauches sont atteints il s'agit d'un stade IV. Dans les stades I et II, il est admis que le traitement chirurgical peut être curatif. Lorsque ce n'est pas possible, un traitement par pose de prothèse endoscopique est acceptable pour le stade I et II, et par voie percutanée pour le stade III. Lorsque le diagnostic d'obstacle est au stade IV, il devient préférable de ne plus effectuer de drainage en l'absence de signe de gravité. En effet, il devient alors illusoire de drainer la totalité du foie, et le segment non drainé restant finira par infecter à nouveau le reste des voies biliaires.

### Urgence
Diagnostiquer une cholestase est une urgence, il ne faut pas attendre l'ictère pour effectuer les examens biologiques notamment devant un prurit ou une fièvre prolongée avec frissons. L'échographie abdominale est un excellent examen de débrouillage. Le traitement doit être effectué en milieu spécialisé, en effet le plateau technique doit regrouper impérativement trois spécialités : un chirurgien hépatobiliaire, un endoscopiste interventionnel et un radiologue interventionnel spécialiste de la radiologie transhépatique.